# Задняя полиморфная дистрофия роговицы, тип 3
Задняя полиморфная дистрофия роговицы, тип 3 (англ. Posterior Polymorphous Corneal Dystrophy 3; PPCD3) - редкая форма дистрофии роговой оболочки человека, связанная с мутациями гена ZEB1.